# 八八直選
八八直選，是指香港的民主派人士要求香港政府在1988年於香港立法局選舉中，開始引入直接選舉議席的建議。但這個建議最終並沒有接納，最後延至1991年香港立法局才有第一次直接選舉。

## 歷史
1984年香港政府發表《代議政制綠皮書》，研究在香港發展代議政制，其中提及到香港立法局最終會引入直接選舉議席。而於1985年，香港立法局亦首次引入間接選舉議席。到了1987年5月27日，香港政府發表《一九八七年代議政制發展檢討綠皮書》:3，就香港代議政制的發展作出檢討，並向市民諮詢對1988年於香港立法局引入直接選舉議席的意見。根據當時的多個民意調查，支持直選的市民約為六成至七成。同年9月底，由超過100個香港民主派人士組成的民主政制促進聯委會於維多利亞公園舉行「爭取八八直選集會」，逾萬名市民參加。11月，香港政府公佈由自行成立的民意匯集處，並委托調查機構AGB McNair Hong Kong Ltd就八八直選進行的兩次民意調查。
當時，民意匯集處把民意分成團體及個人意見、民意調查、和簽名運動三類。政府認為「團體及個人意見」及「民意調查」中反對佔多數，而「簽名運動」雖然贊成意見佔絕大多數，但「沒有參考價值」，因而得出顯示「有七成市民反對八八直選」的結論。由於這個結果與其他同類型調查的結果差異很大，引起了當時輿論的嘩然，亦遭到民主政制促進聯委會譴責玩弄民意。事實上，在現在的研究考證，證實當時的結果確實是被殖民地政府刻意歪曲，將大部份的支持意見忽略不理。當時的94,270份反對意見中，有73,767份是預先印製而內容相同的標準信件，卻被政府判定為73,767個反對意見。
1988年2月10日，香港政府發表《代議政制今後的發展白皮書》，當中提及「雖然市民對在立法局於三年後加入若干直選議席此項原則，表示支持，但是在實行時間上則有歧見」。而於1988年9月22日，香港舉行第二次立法局間接選舉，但並沒有任何直接選舉議席。
其後香港政府最終決定於1991年引入直接選舉議席。1991年9月15日，香港舉行首次立法局直接選舉，而立法局56名議員中有18名議員由地方選區選出，又被稱為「九一直選」。
在最後一任港督彭定康離任後的回憶錄中，彭證實了港英政府當年是刻意扭曲民意，玩弄數字，原因是中英雙方已達成共識，若諮詢結果能顯示市民並不要求八八直選，則中方會把最終引入直選的承諾寫入《基本法》中。